# نادي مانتوفا
نادي مانتوفا (بالإيطالية: .Mantova F.C)‏، نادي كرة قدم إيطالي يقع في مدينة مانتوفا في إيطاليا، تأسس عام 1911.
يلعب حاليا في Lega Pro Prima Divisione A.